# Bank of the West Classic 1993
Il Bank of the West Classic 1993 è stato un torneo di tennis giocato sul sintetico indoor. È stata la 23ª edizione del torneo, che fa parte della categoria Tier II nell'ambito del WTA Tour 1993. Si è giocato a Oakland negli Stati Uniti, dal 1° al 7 novembre 1993.

## Campionesse

### Singolare
Martina Navrátilová ha battuto in finale  Zina Garrison con il punteggio di 6–2, 7–6(1)

### Doppio
Patty Fendick /  Meredith McGrath hanno battuto in finale  Amanda Coetzer /  Inés Gorrochategui con il punteggio di 6–2, 6–0